# Colliridianismo
Il colliridianismo (o colliridianesimo) è stato un culto cristiano del primo quarto del primo millennio dell'epoca cristiana, giudicato eretico da vari Padri della Chiesa, tra cui Giovanni Damasceno. Gli appartenenti adoravano Maria, madre di Gesù, come una divinità.
Nel Panarion, scritto nel 375 da Epifanio di Salamina (315-403) e contenente la descrizione di più di 80 movimenti considerati eretici, dopo la menzione delle sètte montaniste dei Quintilliani, Κυντίλλιανοι (ovvero Pepuziani, Πέπουζιανοι), si parla anche delle "colliridiane", donne d'Arabia che, nell'adorare la figura di Maria con specifici riti, le offrivano pane o piccole torte sempre fatte di pane (gr. Κολλύρα, lat. collirida).

Sempre nel Panarion, si sostiene infatti che il culto nacque in Tracia e in Scizia, ma anche che potrebbe essere arrivato in quelle regioni dalla Siria o dall'Asia Minore.
Giovanni Damasceno, nel suo Περί αἱρέσεων (De haeresibus), non manca di ricordare i colliridiani (Κολλύριδιανοι) e il loro credo.

È possibile che il versetto del Corano
(V:116)
 faccia riferimento a questo culto e non, come talvolta ipotizzato, alla Trinità.

Non esiste comunque alcuna documentazione che comprovi l'esistenza del colliridianismo all'epoca di Maometto (VI-VII secolo) ma non è improbabile che l'idea della divinità di Maria possa derivare dal suo pensiero, in qualche modo conosciuto o sopravvissuto in Arabia.